# Horné Orešany (vodní nádrž)
Orešanská přehradní nádrž (slovensky Orešanská priehrada) je přehradní nádrž na Slovensku. Nachází se u obce Horné Orešany v okrese Trnava uprostřed Malých Karpat.

## Základní údaje
Byla vybudovaná na řece Parná. Vodní plocha má rozlohu 0,5 km². Zadržovaný objem vody je 3,5 mil. m³.

## Využití
U přehrady bylo vybudované rekreační středisko Majdán. Přehrada se využívá jako zdroj vody pro zavlažování, k rybolovu, k zisku elektrické energie a jako ochrana před povodněmi.

## Galerie

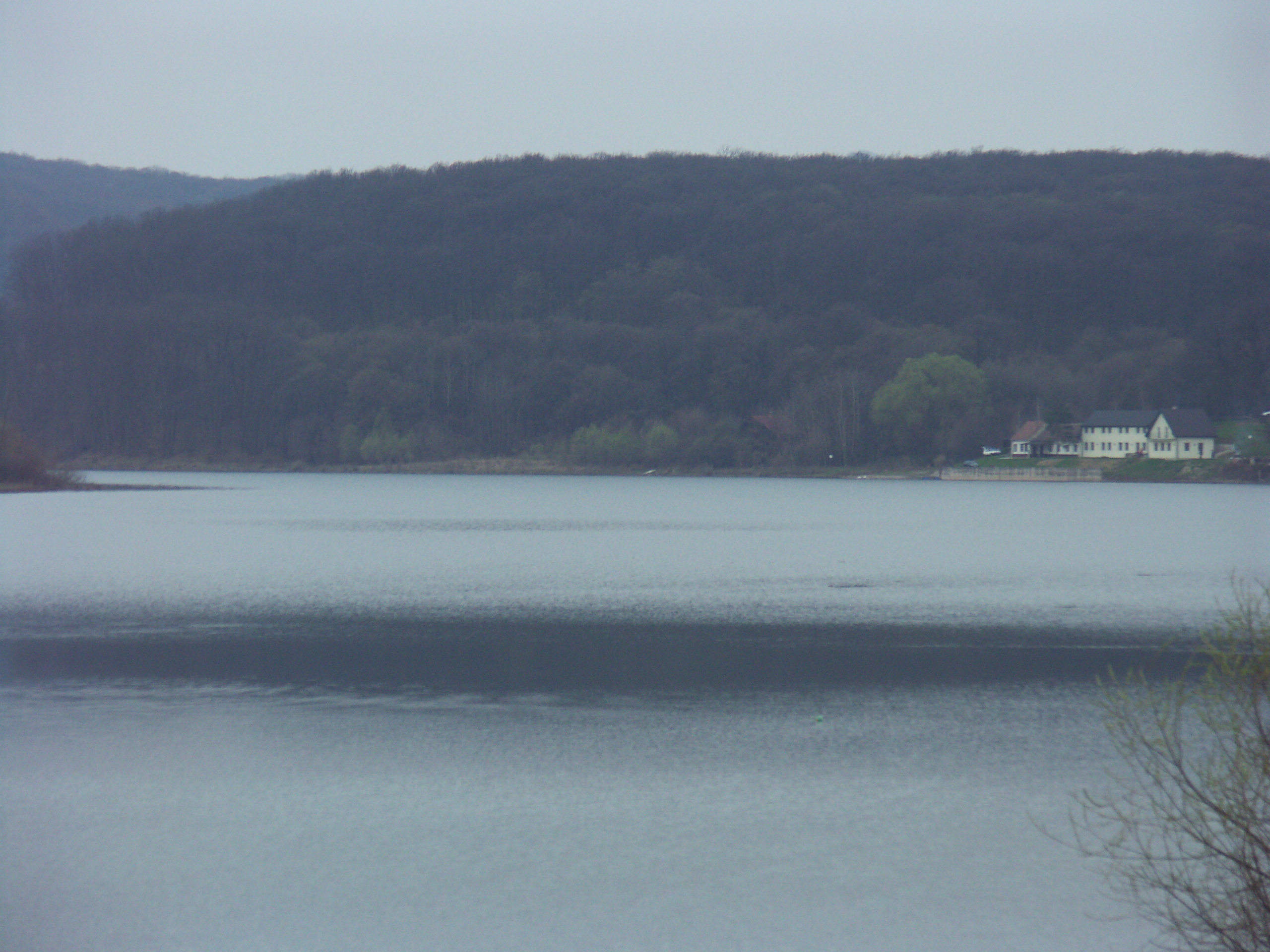
Orešanská priehrada
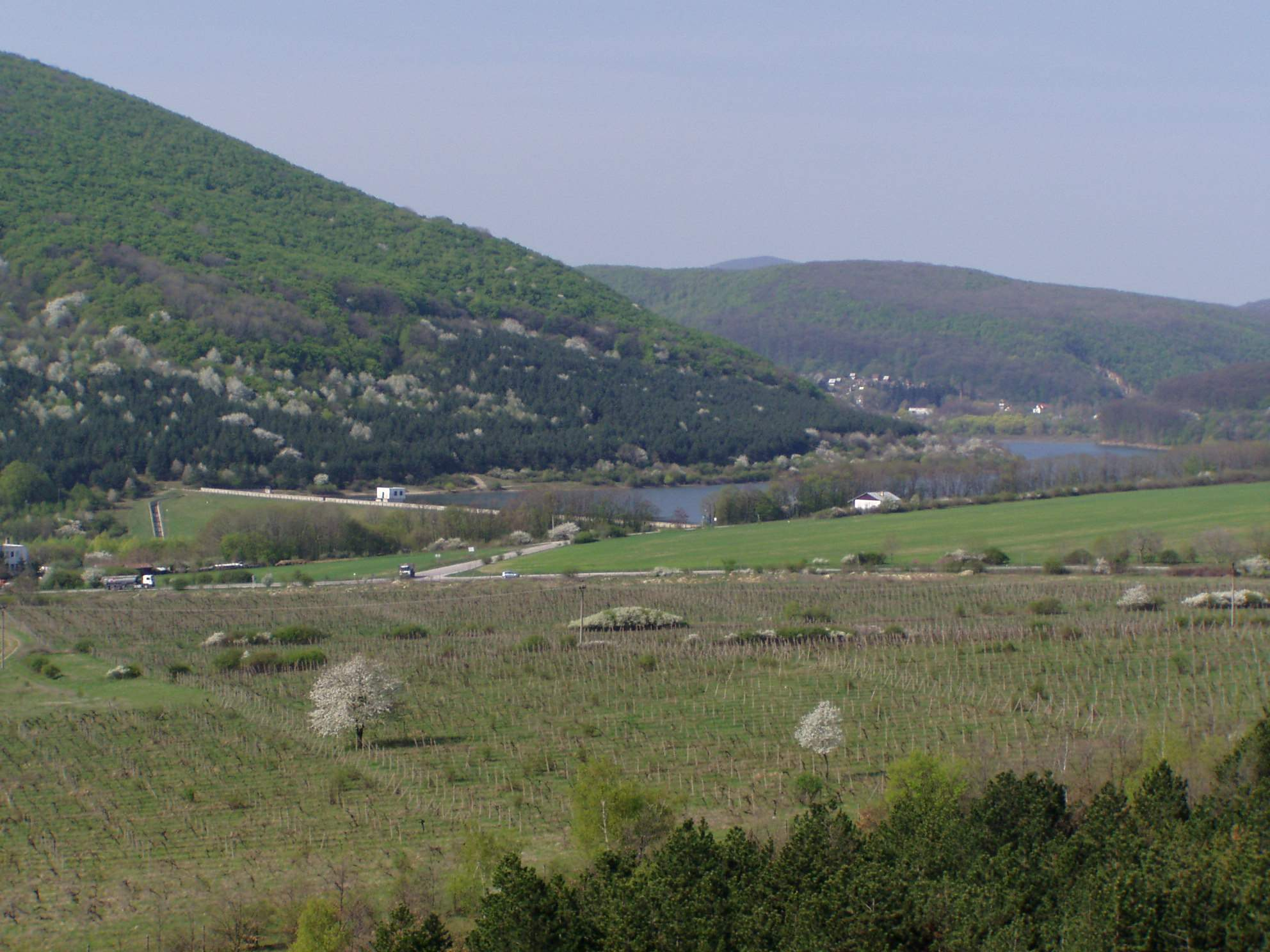
Orešanská priehrada 2006
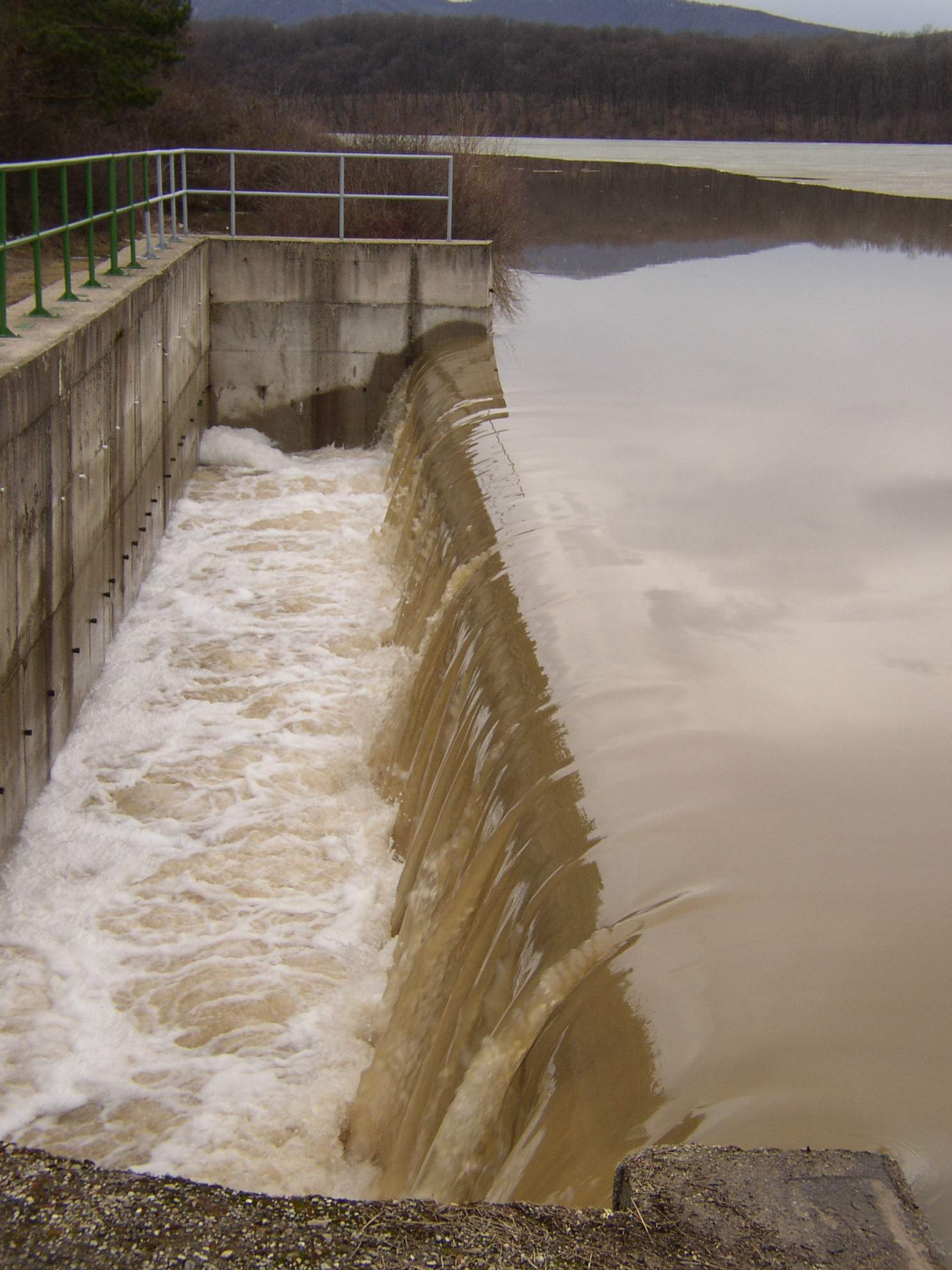
Povodně na Orešanské priehradě